# Cổ Nhuế 2
Cổ Nhuế 2 là một phường thuộc quận Bắc Từ Liêm, thành phố Hà Nội, Việt Nam.

## Địa lý
Phường Cổ Nhuế 2 nằm ở phía bắc quận Bắc Từ Liêm, có vị trí địa lý:
- Phía đông giáp các phường Cổ Nhuế 1 và Xuân Đỉnh
- Phía tây giáp phường Minh Khai
- Phía nam giáp các phường Cổ Nhuế 1 và Phú Diễn
- Phía bắc giáp các phường Đức Thắng và Thụy Phương.

Phường có diện tích 4,05 km², dân số năm 2013 là 44.780 người, mật độ dân số đạt 11.056 người/km².

## Lịch sử
Phường Cổ Nhuế 2 được thành lập vào ngày 27 tháng 12 năm 2013 trên cơ sở điều chỉnh 403,43 ha diện tích tự nhiên và 44.488 người của xã Cổ Nhuế, 1,60 ha diện tích tự nhiên và 292 người của thị trấn Cầu Diễn thuộc huyện Từ Liêm cũ.
Sau khi thành lập, phường có 405,03 ha diện tích tự nhiên và 44.780 người.